# Pohřeb hraběte Orgaze
Pohřeb hraběte Orgaze (španělsky El entierro del conde de Orgaz) je 4,80 m vysoký a 3,60 m široký obraz, který El Greco namaloval v letech 1586–1588. Nachází se v boční kapli farního kostela sv. Tomáše (Santo Tomé) v bývalém španělském hlavním městě Toledu. Po dohotovení obrazu došlo k déletrvajícímu sporu mezi farností a malířem o cenu díla; spor byl nakonec rozhodnut až zásahem Svatého stolce.

## Popis
Dolní část obrazu znázorňuje ukládání těla sponzora kostela, Gonzala Ruize de Toleda hraběte z Orgaza, za přítomnosti dobové honorace; jde o jeden z prvních skupinových portrétů dějin evropského malířství. Horní část obrazu znázorňuje nebeskou sféru: Krista, anděly a světce přijímající duši hraběte (malířský motiv assumptio animae, přijetí duše do nebe). Vše se odehrává v nehmotném prostoru, na pozadí je černá barva.
Malířsky jde o obraz o působící dynamicky, což způsobuje například protáhnutí postav či kontrast barev. Obraz působí mysticky a naturalisticky. Malba je provedena krátkými a jemnými tahy štětcem.